# Odbicie ładunkowe
Termin odbicie ładunkowe, parzystość ładunkowa lub parzystość C ma w fizyce różne znaczenia.

## Transformacja
Transformacja pola fizycznego na pole, w którym zmieniono znak wszystkich addytywnych liczb kwantowych, jak ładunek elektryczny, liczba barionowa, liczba leptonowa itd. W obrazie cząstek transformacja C zamienia wszystkie cząstki na ich antycząstki.

## Wielkość fizyczna
Wielkość zachowana multiplikatywnie w oddziaływaniach silnych, w oddziaływaniach słabych niezachowana.

## Symetria
Symetria względem transformacji C jest przybliżona.